# Chilcomb Without
Chilcomb Without var en civil parish från 1894 till 1932 då den blev en del av Chilcomb och Winchester, i grevskapet Hampshire, i England. Civil parish hade 227 invånare år 1931.